# Фредди (кот)
Фредди (родился приблизительно в 2002 году, умер 6 января 2020) — кот, «мэр» и талисман города Шарон, Висконсин, США. На самом деле городок возглавляет президент (человек), и официальной должности мэра нет.

## История
История кота-мэра началась с того что женщина — городской казначей стала подкармливать бездомного кота, увиденного ею около мэрии. Со временем кот заслужил любовь как работников, так и посетителей мэрии — ему приносили подарки: игрушки, еду или деньги для покупки кошачьего корма, оборудовали спальный уголок. Вскоре кто-то в шутку назвал Фредди (такую кличку дали коту) мэром Шарона, и эта слава закрепилась за ним.
В феврале 2011 года кот выдвинул свою кандидатуру в Сенат.
6 января 2020 года полицейское управление Шарона сообщило, что Фредди покинул этот мир, и поблагодарило его за ту радость, что он дарил жителям

## Происшествие
В апреле 2010 года жители городка были обеспокоены исчезновением их неофициального мэра. В интернете были размещены фотографии пропавшего кота. Спустя несколько месяцев кот был найден в одном из приютов для животных.